# Звезда (кинотеатр в Твери)
«Звезда» — один из крупнейших кинотеатров в Тверской области.
Расположен в центре Твери на набережной Степана Разина, которая проходит по правому берегу Волги. Построен на месте домика Петра I, в котором император останавливался, проезжая через Тверь.
Открыт в 1937 году, здание кинотеатра (архитектор В. П. Калмыков) — памятник архитектуры позднего конструктивизма (постконструктивизма). Здание имеет форму бинокля; главный вход выполнен в виде глубокой ниши между двумя башнями с вертикальными окнами и колоннами в верхней части, боковые фасады оформлены шестигранными колоннами. Оформление здания имеет сходство с другим проектом того же архитектора — кинотеатром «Родина» в Москве. Впоследствии похожие архитектурные проекты были реализованы в Смоленске (кинотеатр «Октябрь») и в Симферополе (кинотеатр «Симферополь»).
Здание содержит фойе и четыре кинозала: два — на 250 мест каждый (до реконструкции было по 470 мест), третий и четвёртый — на 50 мест, оснащённый оборудованием Dolby 3D для воспроизведения трёхмерных фильмов.
С июня 2010 года кинотеатр «Звезда» присвоил своим кинозалам новые наименования:
- Чаплин (Синий зал),
- Феллини (Красный зал с «VIP» ложей),
- Люмьер (Фиолетовый зал),
- Монро (Зеленый зал).
- Шаляпин (Премиум кинозал)